# Alternativa Liberal Social
Alternativa Liberal Social (ALS) era un partit polític espanyol fundat l'octubre del 2010. Es definia com a partit socioliberal, de centre, constitucionalista, espanyolista i europeista.

## Història
Va presentar una cadidatura per la circumscripció de Tarragona a les eleccions catalanes del 2010. La candidatura, liderada per Paco G. Redondo, va obtenir 54 vots i no va aconseguir cap representant al parlament. L'any 2011 s'expandeix a altres territoris espanyols i es presentà a les eleccions d'Astúries d'aquell mateix any, sense obtenir representació en cap de les 3 circumscripcions electorals asturianes. També presentà una candidatura per l'alcaldia de Gijón en les eleccions municipals celebrades el mateix dia. L'octubre del 2012 després d'una temporada sense activitat política i davant de la fuga de la majoria dels seus militants, es dissolgué i es va convidar al seu electorat i simpatitzants a donar suport a Ciutadans. L'última declaració política del partit fou donar suport a la manifestació espanyolista i antiindependentista convocada el 12 d'octubre del 2012 per la Plataforma d'Espanya i Catalans.

## Resultats electorals

### Parlament de Catalunya (Província de Tarragona)
| Any  | Vots | %           | Diputats |
| ---- | ---- | ----------- | -------- |
| 2010 | 54   | 0,02% (#29) | 0 / 18   |

### Junta General del Principat d'Astúries
| Any  | Vots | %           | Diputats |
| ---- | ---- | ----------- | -------- |
| 2011 | 334  | 0,09% (#16) | 0 / 45   |

### Municipals a Astúries
| Any  | vots | %     | regidors |
| ---- | ---- | ----- | -------- |
| 2011 | 105  | 0,02% | 0 / 942  |